# St. Ursula (Düsseldorf-Grafenberg)

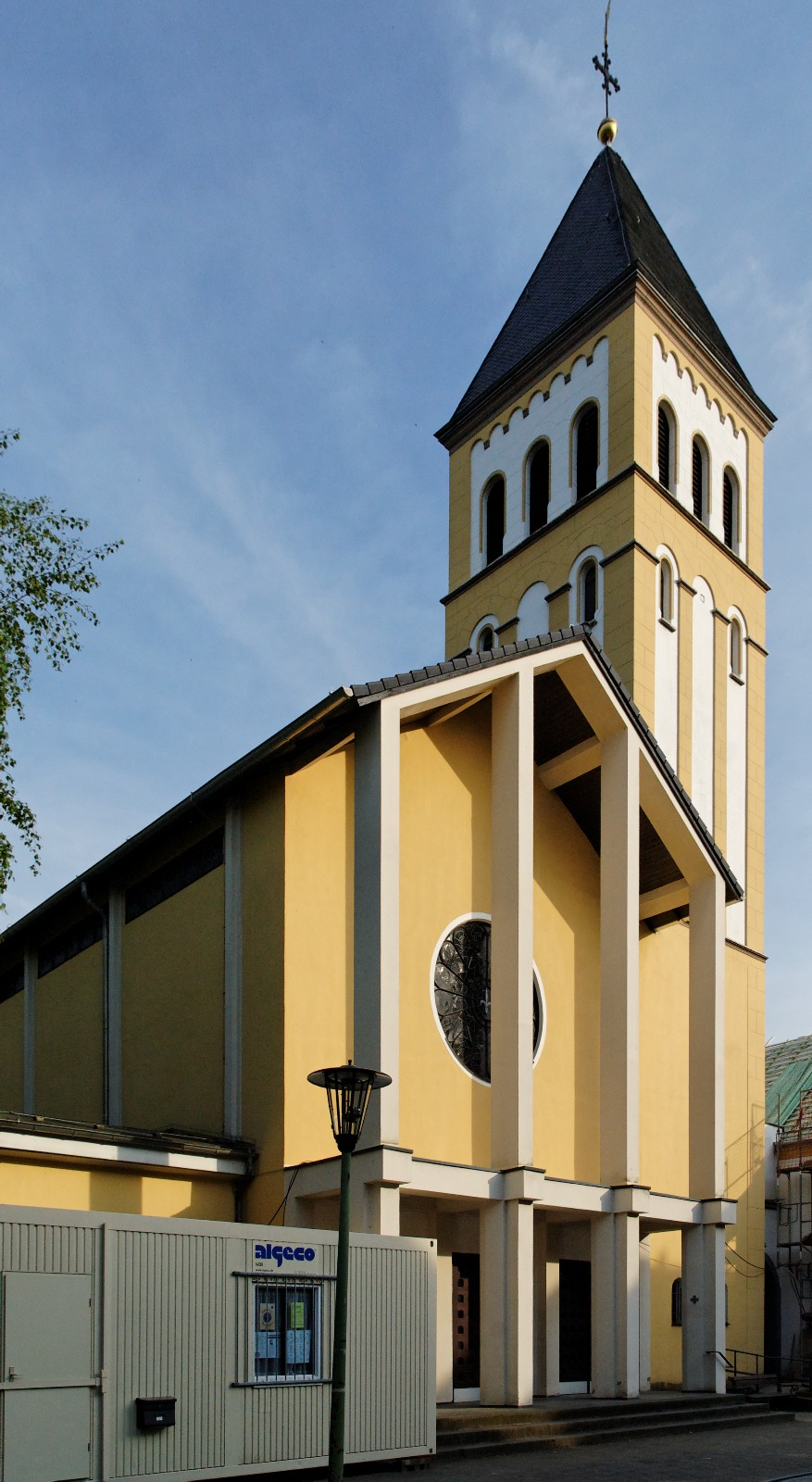
St.-Ursula-Kirche

Die katholische Pfarrkirche St. Ursula in Düsseldorf-Grafenberg wurde ursprünglich von Josef Kleesattel im neuromanischen Stil errichtet.
Nach der fast vollständigen Zerstörung wurde dem stehengebliebenen Turm ein moderneres, doch das alte Vorbild zitierendes Kirchengebäude angefügt.

## Geschichte
Der Turm stammt noch von der ursprünglichen Kirche, die Josef Kleesattel 1912 errichtete. Er ist wie die meisten Kleesattel-Kirchen im neuromanischen Stil errichtet, jedoch verputzt. Der Anstrich des Turmes und der gesamten heutigen Kirche ist in einem gedeckten Gelbton gehalten, eingerahmte Innenflächen in den Turmobergeschossen sowie die vom Kirchenschiffdach aus angelegten arkadenartigen eckigen Portikussäulen vor dem Portal sind weiß gehalten.
Das Kirchengebäude ist wie sein altes Vorbild dreischiffig mit Längs- und Querhaus sowie Apsis. Es wurde von Wolfram Borgard und Fritz Volmer 1953 entworfen. Die Architekten orientierten sich weitgehend am neuromanischen Vorgängerbau. Die Seitenbereiche sind jedoch nicht mehr vollkommen symmetrisch, der Chor ist parabelförmig angelegt.
Das Kirchengebäude hat ein Giebeldach, der Innenraum wird durch eine Flachdecke aus Holz abgeschlossen.
Die Obergardenfenster sind abstrakt. In der Apsis befinden sich die Fenster in einer durchgehenden Galerie im Bereich unmittelbar unter der Decke und bilden ein geschlossenes Band. Über dem Portal hingegen befindet sich ein großes Rundfenster, wie es für den spätromanischen und neuromanischen Stil üblich ist.

## Orgel
Die Orgel wurde 1971 von dem Orgelbauer Romanus Seifert & Sohn (Kevelaer) erbaut. Das Schleifladen-Instrument hat 20 Register auf zwei Manualen und Pedal. Die Spieltrakturen sind mechanisch, die Registertrakturen sind elektrisch.
| I Hauptwerk C–g3 |                    |       |
| 1.               | Prinzipal          | 8′    |
| 2.               | Holzgedackt        | 8′    |
| 3.               | Oktav              | 4′    |
| 4.               | Gemshorn           | 4′    |
| 5.               | Superoktav         | 2′    |
| 6.               | Sesquialtera I–III |       |
| 7.               | Mixtur IV–VI       | 1 ⁄3′ |
| 8.               | Trompete           | 8′    |
|                  | Tremulant          |       |

| II Schwell-Positiv C–g3 |                 |       |
| 9.                      | Rohrflöte       | 8′    |
| 10.                     | Salicional      | 8′    |
| 11.                     | Holzoktav       | 4′    |
| 12.                     | Schweizerpfeife | 2′    |
| 13.                     | Sifflöte        | 1 ⁄3′ |
| 14.                     | Scharff IV      | 2⁄3′  |
| 15.                     | Hautbois        | 8′    |
|                         | Tremulant       |       |

| Pedal C–f1 |               |       |
| 16.        | Subbass       | 16′   |
| 17.        | Principalbass | 8′    |
| 18.        | Gedacktpommer | 8′    |
| 19.        | Choralbass    | 4′+2′ |
| 20.        | Posaune       | 16′   |

- Koppeln: II/I, I/P, II/P